# Displasia frontonasal
Displasia frontonasal é uma anomalia rara, que causa deformações nasais.
William "Bill" Durks foi indivíduo mais famoso a ter esta anomalia.

## Literatura
- Greenberg, Alex M.; Prein, Joachim (2002). Craniomaxillofacial Reconstructive & Corrective Bone Surgery. [S.l.]: Springer. ISBN 0387946861